# Aziz Sancar
Aziz Sancar (Törökország, Mardin, Savur, 1946. szeptember 8. –) török-amerikai biokémikus és molekuláris biológus. 2015-ben megkapta a kémiai Nobel-díjat megosztva Paul Modrich-csal és Tomas Lindahllal, a DNS-javító mechanizmusok tanulmányozásáért.
Az Isztambuli Egyetemen szerzett orvosi diplomát majd a PhD fokozatát az Amerikai Egyesült Államokban szerezte meg 1977-ben, a University of Texas at Dallas egyetemen.
2015-ben a biokémiai Sarah Graham Kenan Professor pozíciót tölti be a University of North Carolina at Chapel Hill egyetemen.
A Török Tudományos Akadémia, a Nemzeti Tudományos Akadémia, az Amerikai Művészeti és Tudományos Akadémia tagja.